# Élections législatives israéliennes de 2020
Les élections législatives israéliennes de 2020 ont lieu de manière anticipée le 2 mars 2020 en Israël pour désigner les membres de la Knesset.
Ces élections sont organisées de manière anticipée pour la troisième fois consécutive en moins d'un an à la suite de l'échec des différents partis à former un gouvernement de coalition après les élections organisées en avril puis en septembre 2019. 
Les élections ne conduisent qu'à une inversion des résultats des deux principaux partis, sans qu'aucun des deux ne décrochent avec ses alliés la majorité absolue nécessaire pour débloquer la situation. L'alliance des partis de droite et d'extrême droite, menée par le Likoud du Premier ministre sortant Benyamin Netanyahou, arrive en première place avec des résultats en hausse mais, bien qu’en progression, manque de peu d'obtenir la majorité absolue des sièges. Il devance de quelques sièges l'alliance d'opposition centriste et de centre-gauche menée par le parti Bleu et blanc de Benny Gantz.
Les élections conduisent finalement le Likoud et Bleu et blanc (amputé d’élus dissidents) à former un gouvernement de coalition, ce qui met fin à dix-sept mois de blocage politique.

## Contexte
Initialement prévues pour le 31 octobre 2023 au plus tard, les élections se déroulent de manière anticipée à la suite de l'échec depuis près d'un an des négociations en vue de la formation d'une coalition.

### Élections d'avril 2019
Les élections législatives d'avril 2019 sont marquées par le duel du Likoud du Premier ministre sortant, Benyamin Netanyahou avec le nouvellement créé parti Bleu et blanc de Benny Gantz. Le Premier ministre en sort finalement gagnant, son parti arrivant en tête du scrutin avec des résultats en hausse, accompagné des bons résultats de ses alliés sur la droite de l'échiquier politique. Considéré comme le grand vainqueur des élections, Netanyahou est alors pressenti pour être reconduit dans ses fonctions pour un cinquième mandat,. Le dirigeant du parti Bleu et blanc, Benny Gantz, reconnait sa défaite le lendemain, affirmant que sa formation avait « mis en place une alternative au pouvoir » mais « respecter la décision du peuple ». 
Les membres de l'assemblée élue ne parviennent cependant pas à s'accorder sur la formation d'un nouveau gouvernement de coalition, une loi sur le service militaire des Haredim constituant un point de blocage entre Benjamin Netanyahou, Avigdor Liberman avec son parti Israel Beytenou et les partis religieux. Ce même projet de loi soutenu par les partis ultra-orthodoxes exemptant les étudiants de la Torah du service militaire avait déjà provoqué la chute du gouvernement précédent en décembre 2018 et un recours aux élections anticipées d'avril.
Le désaccord entre les partis de droite ne permet pour autant pas la formation d'une coalition avec des partis de gauche. Choisissant de résoudre leurs différends par les urnes, les membres de la Knesset votent dans la nuit du 29 au 30 mai 2019 la dissolution de l'assemblée et la tenue de nouvelles élections anticipées le 17 septembre 2019.

### Élections de septembre 2019

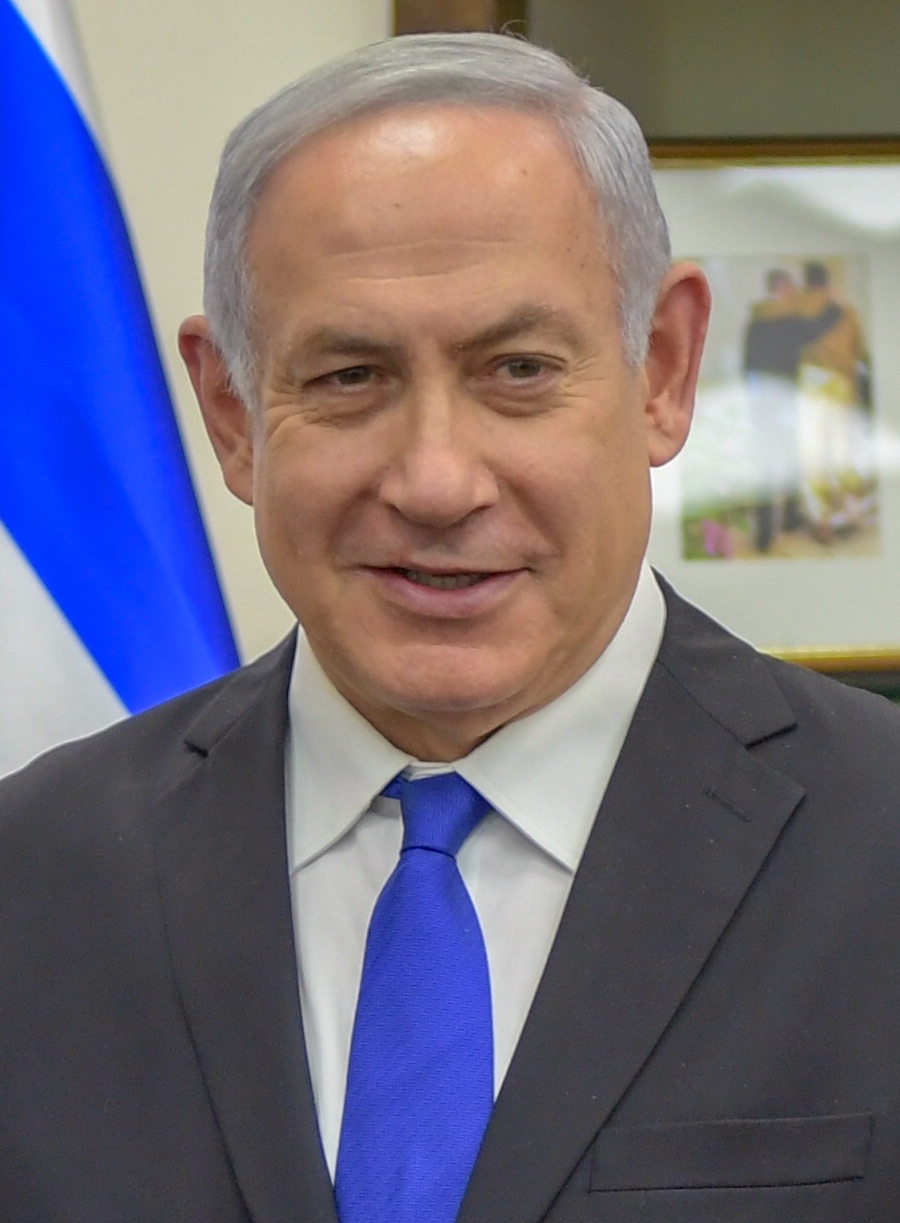
Benjamin Netanyahou.

La campagne des élections législatives de septembre 2019 est marquée par la concentration des principaux partis en plusieurs grandes coalitions et alliances politiques, conduisant à un nombre inhabituellement faible de partis en lice pour une élection israélienne.
Le Likoud subit un net recul, sans que celui-ci ne permette à la coalition d’opposition Bleu et blanc, également en baisse, de former une majorité, ce qui maintient le pays dans une impasse politique. Aucun des camps en présence ne recueille en effet suffisamment de sièges pour obtenir la majorité absolue, malgré l'arrivée de justesse de Bleu et blanc en tête des voix, ce qui permet à la formation d'obtenir plus de sièges que le Likoud.
Le Likoud renouvelle ses accords de coalition avec les partis de droite religieux, rendant impossible l'obtention d'une majorité avec Israel Beytenou du fait de l'opposition de ces deux camps au sujet de la loi sur le service militaire des étudiants en religion, Avigdor Liberman ayant par ailleurs fait campagne sur le retour à un gouvernement laïc. Le résultat de Bleu et blanc ne lui permet pas non plus de former une majorité sur sa gauche sans se départir de sa droite, Israel Beytenou refusant de s'allier avec les partis arabes. 
En position de faiseur de roi, Israel Beytenou est également favorable à l'idée d'une grande coalition d'union nationale réunissant autour de lui le Likoud et Bleu et blanc, sans les partis de droite religieuse ni les partis arabes ou de gauche,. Le parti Bleu et blanc se montre favorable à une alliance avec le Likoud, mais sans Netanyahou. Fort de son arrivée en tête, son dirigeant, Benny Gantz, revendique pour lui le poste de Premier ministre, ce que refuse Netanyahou. Ce dernier, mis en cause dans une affaire de corruption devant amener à un procès attendu en octobre, miserait son salut judiciaire sur l'obtention d'une majorité acquise à sa cause, qui lui permettrait de faire voter son projet d'immunité judiciaire,.
Au cours de la phase de recommandation au président de candidats à la fonction de Premier ministre le 22 septembre, la droite religieuse et le Likoud soutiennent Netanyahou, tandis que Benny Gantz reçoit l’appui de son parti et de ceux sur sa gauche. Hormis trois députés affiliés au Balad, qui s'abstiennent, les députés de la Liste unifiée, du Parti travailliste et de l'Union démocratique choisissent ainsi de soutenir la candidature de Gantz. C'est la première fois depuis 1992 que des partis arabes se prononcent plutôt que de s'abstenir. Les députés de Israel Beytenou s'abstiennent cependant plutôt que de choisir entre Netanyahou ou Gantz, Liberman déclarant à cette occasion : « Nous ne ferons pas partie du bloc avec les haredim et les messianistes. […] Les haredim sont nos adversaires politiques, mais les Arabes sont nos ennemis. ». Au total, Netanyahou reçoit 55 soutiens et Gantz 54, tous deux en deçà de la majorité absolue. Faisant le constat de l'impossibilité des deux candidats à obtenir les soutiens nécessaires à la formation d'un gouvernement, le président Rivlin appelle le Likoud et Bleu et blanc à mettre en place un gouvernement d'unité nationale, considérant qu'il s'agit de la volonté du peuple.

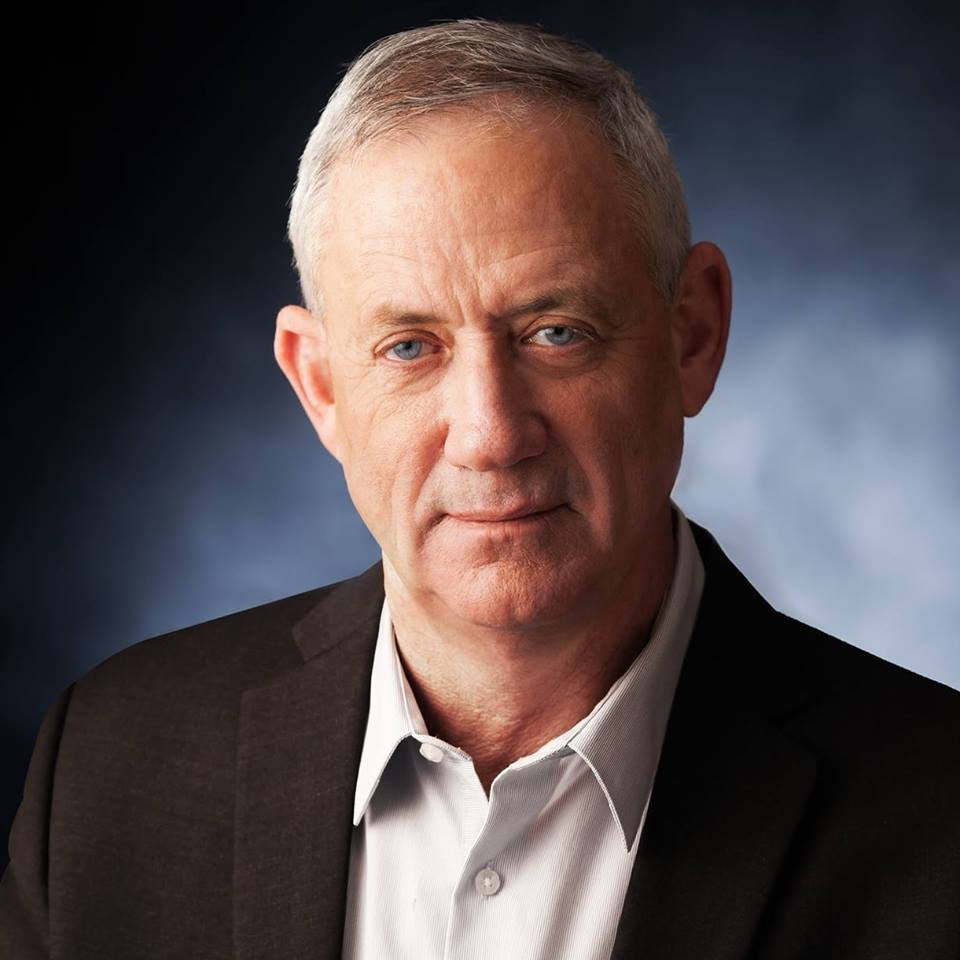
Benny Gantz.

Chacun à leurs tour, les dirigeants des deux principaux partis tentent sans succès de  former une coalition au cours du délai de 28 jours qu'ils obtiennent de la Knesset, Netanhayou du 25 septembre au 21 octobre, puis Gantz du 24 octobre au 20 novembre. 
Le président charge alors la Knesset de désigner un candidat pour le poste de Premier ministre. En accord avec la constitution, une période de 21 jours commence le 21 novembre au cours de laquelle n'importe quel membre de la Knesset soutenu par une majorité de 60 députés sur 120 peut être désigné pour former un gouvernement. Si aucune personnalité ne se dégage à l'expiration de ce délai, soit le 11 décembre à minuit, de nouvelles élections doivent avoir lieu. Ces dernières sont précédées d'un délai d'organisation et de campagne d'un minimum de 90 jours, généralement utilisé en intégralité,. Entretemps, le 21 novembre, Benyamin Netanyahou est mis en examen pour corruption, fraude et abus de confiance dans trois affaires.
Le délai pour l'organisation des élections anticipées s'achevant le 10 mars, soit le même jour que la fête juive du Pourim, le choix d'une autre date pour le scrutin est jugée très probable. Un vote de la Knesset est cependant nécessaire pour le fixer après la fin du délai. Un projet de loi fixant les élections au 2 mars est adoptée en première lecture le 11 décembre.

### Primaire du Likoud
| Candidat                 | Parti                    | Parti                    | Voix    | %     |
| ------------------------ | ------------------------ | ------------------------ | ------- | ----- |
| Benyamin Netanyahou      |                          | Likoud                   | 41 792  | 72,46 |
| Gideon Sa'ar             |                          | Likoud                   | 15 885  | 27,54 |
|                          |                          |                          |         |       |
| Suffrages exprimés       | Suffrages exprimés       | Suffrages exprimés       | 57 677  | 100   |
| Inscrits / Participation | Inscrits / Participation | Inscrits / Participation | 116 048 | 49,5  |

## Mode de scrutin

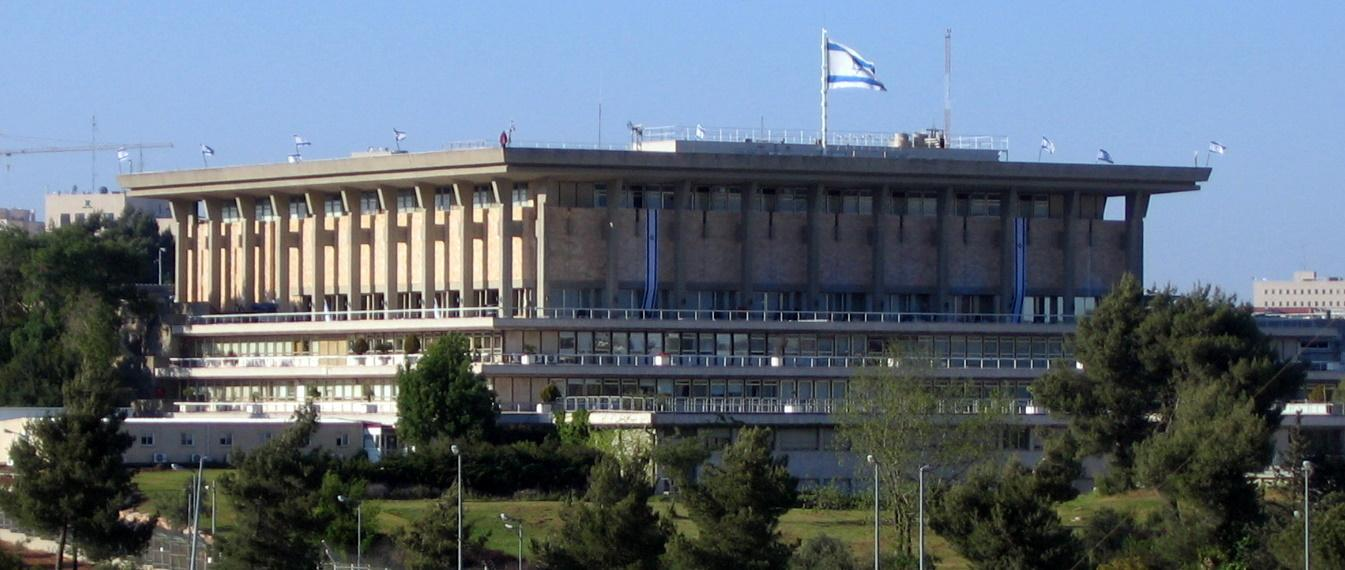
Bâtiment de la Knesset à Jérusalem.

Israël est doté d'un parlement unicaméral, la Knesset, dont les 120 sièges sont pourvus tous les quatre ans, au plus tard le troisième mardi du mois hébraïque de heshvan, au scrutin proportionnel plurinominal avec listes bloquées et seuil électoral de 3,25 % dans une seule circonscription nationale. Après décompte des voix, les sièges sont répartis à la proportionnelle aux candidats de tous les partis ayant franchi ce seuil, sur la base du quotient simple et de la méthode de la plus forte moyenne, dans l'ordre de leurs positions sur les listes.

## Forces en présence
Le tableau ci-dessous présente les principaux partis ou coalitions en lice pour le scrutin. Certains partis mineurs des coalitions peuvent ne pas y être représentés.
| Partis ou coalitions | Partis ou coalitions             | Idéologie | Dirigeants          | Résultats en septembre 2019 |
| --- | -------------------------------- | --- | ------------------- | --------------------------- |
| | Bleu et blanc                    | Centre Sionisme, libéralisme, national-libéralisme, libéralisme économique                                                                     | Benny Gantz         | 25,95 % des voix 33 députés |
| | Likoud                           | Centre droit à extrême droite National-libéralisme, conservatisme                                                                              | Benyamin Netanyahou | 25,10 % des voix 32 députés |
| | Liste unifiée                    | Ta'al : attrape-tout Nationalisme arabe, défense des Arabes israéliens, antisionisme                                                           | Ayman Odeh          | 10,60 % des voix 13 députés |
| Hadash : extrême gauche Marxisme-léninisme, pro-solution à deux États, non-sionisme                                           | Liste unifiée                    | | Ayman Odeh          | 10,60 % des voix 13 députés |
| Liste arabe unie : gauche radicale à droite Défense des Arabes israéliens, islamisme, antisionisme                            | Liste unifiée                    | | Ayman Odeh          | 10,60 % des voix 13 députés |
| Balad : gauche Nationalisme arabe, sécularisme, panarabisme, antisionisme                                                     | Liste unifiée                    | | Ayman Odeh          | 10,60 % des voix 13 députés |
| | Shas                             | Centre à extrême droite Défense des ultraorthodoxes séfarades et mizrahim, populisme                                                           | Aryé Dery           | 7,44 % des voix 9 députés   |
| | Israel Beytenou                  | Droite à extrême droite National-conservatisme, sionisme révisionniste, libéralisme économique, sécularisme                                    | Avigdor Liberman    | 6,99 % des voix 8 députés   |
| | Judaïsme unifié de la Torah      | Droite à extrême droite Défense des ultraorthodoxes ashkénazes                                                                                 | Yaakov Litzman      | 6,06 % des voix 7 députés   |
| | Yamina                           | Le Foyer juif : droite à extrême droite sionisme religieux, national-conservatisme, conservatisme social, défense des colons et des orthodoxes | Naftali Bennett     | 5,87 % des voix 7 députés   |
| Tkuma : extrême droite Ultranationalisme, Sionisme religieux, conservatisme religieux, conservatisme social, pro-Grand Israël | Yamina                           | | Naftali Bennett     | 5,87 % des voix 7 députés   |
| Nouvelle Droite : droite à extrême droite Nationalisme, néosionisme, libéralisme économique                                   | Yamina                           | | Naftali Bennett     | 5,87 % des voix 7 députés   |
| | Parti travailliste-Gesher-Meretz | Parti travailliste : centre gauche Socialisme, sionisme travailliste, pro-solution à deux États                                                | Amir Peretz         | 4,80 % des voix 6 députés   |
| Gesher : centre Sionisme, égalitarisme, social-libéralisme                                                                    | Parti travailliste-Gesher-Meretz | | Amir Peretz         | 4,80 % des voix 6 députés   |
| Meretz : gauche Social-démocratie, sionisme travailliste, sécularisme, écologie politique                                     | Parti travailliste-Gesher-Meretz | Scission de l'Union démocratique | Amir Peretz         |                             |
| | Otzma Yehudit                    | Extrême droite Ultranationalisme, sionisme religieux, conservatisme religieux, pro-solution à un État et État halakhique                       | Itamar Ben-Gvir     | 1,88 % des voix 0 députés   |

## Sondages
Les sondages israéliens ont pour particularité de fournir les résultats des différents partis directement en équivalents sièges lorsqu'ils se trouvent au-dessus du seuil électoral de 3,25 %. Dans le cas contraire, les prédictions de résultats sont donnés en pourcentages, ici retranscris en équivalent sièges à fin d'analyse, à raison d'un siège par tranche de 0,83 % (100/120). Le silence électoral prend effet à partir du vendredi précédant le scrutin.

Intentions de votes

Pour des raisons techniques, il est temporairement impossible d'afficher le graphique qui aurait dû être présenté ici.

## Résultats

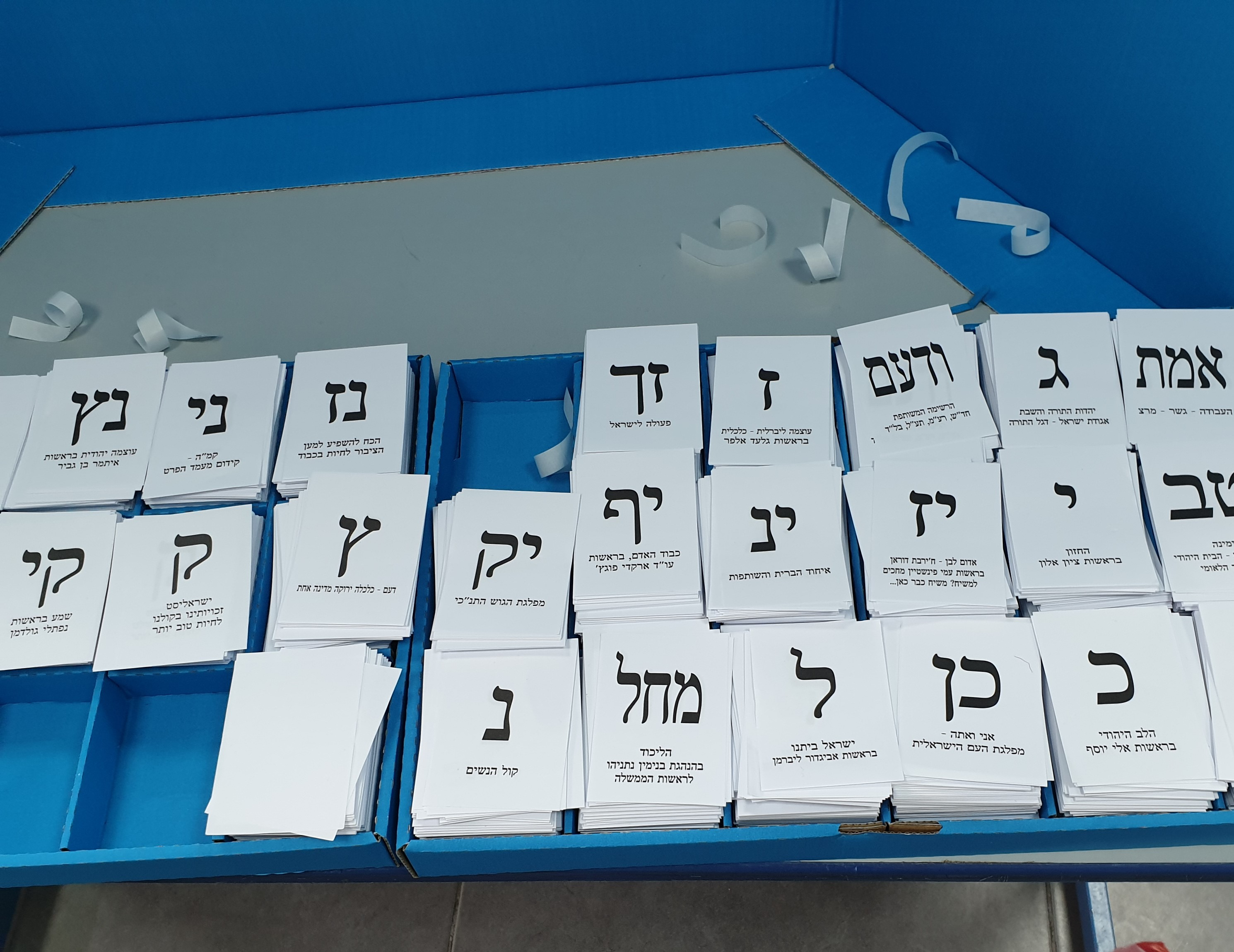
Bulletins de vote à Ramat Gan.

|                           |                                     |           |       |               |        |               |  |  |  |
| Parti                     | Parti                               | Voix      | %     | +/-           | Sièges | +/-           |  |  |  |
|                           | Likoud                              | 1 352 449 | 29,46 | 4,36          | 36     | 4             |  |  |  |
|                           | Bleu et blanc                       | 1 220 381 | 26,59 | 0,64          | 33     | en stagnation |  |  |  |
|                           | Liste unifiée                       | 581 507   | 12,67 | 2,07          | 15     | 2             |  |  |  |
|                           | Shas                                | 352 853   | 7,69  | 0,25          | 9      | en stagnation |  |  |  |
|                           | Judaïsme unifié de la Torah         | 274 437   | 5,98  | 0,08          | 7      | en stagnation |  |  |  |
|                           | Parti travailliste-Gesher-Meretz    | 267 480   | 5,83  | -             | 7      | 2             |  |  |  |
|                           | Israel Beytenou                     | 263 365   | 5,74  | 1,25          | 7      | 1             |  |  |  |
|                           | Yamina                              | 240 689   | 5,24  | 0,63          | 6      | 1             |  |  |  |
|                           | Otzma Yehudit                       | 19 402    | 0,42  | 1,46          | 0      | en stagnation |  |  |  |
|                           | Libéral-Pouvoir économique          | 3 781     | 0,08  | Nv            | 0      | en stagnation |  |  |  |
|                           | La voix des femmes                  | 2 773     | 0,06  | Nv            | 0      | en stagnation |  |  |  |
|                           | Parti pirate                        | 1 473     | 0,03  | en stagnation | 0      | en stagnation |  |  |  |
|                           | Mishpat Tzedek                      | 1 375     | 0,03  | Nv            | 0      | en stagnation |  |  |  |
|                           | Nos droits israéliens               | 980       | 0,02  | Nv            | 0      | en stagnation |  |  |  |
|                           | Moi et vous                         | 812       | 0,02  | Nv            | 0      | en stagnation |  |  |  |
|                           | Pouvoir d'influencer                | 677       | 0,01  | Nv            | 0      | en stagnation |  |  |  |
|                           | Nouvel Ordre                        | 677       | 0,01  | 0,01          | 0      | en stagnation |  |  |  |
|                           | Mouvement chrétien-libéral          | 667       | 0,01  | en stagnation | 0      | en stagnation |  |  |  |
|                           | Mitkademet                          | 622       | 0,01  | 0,01          | 0      | en stagnation |  |  |  |
|                           | Da'am - Économie verte - Une Nation | 612       | 0,01  | en stagnation | 0      | en stagnation |  |  |  |
|                           | Cœur juif                           | 516       | 0,01  | Nv            | 0      | en stagnation |  |  |  |
|                           | Shama                               | 389       | 0,01  | Nv            | 0      | en stagnation |  |  |  |
|                           | Bloc biblique                       | 389       | 0,01  | en stagnation | 0      | en stagnation |  |  |  |
|                           | Kama                                | 350       | 0,01  | 0,01          | 0      | en stagnation |  |  |  |
|                           | Rouge et blanc                      | 342       | 0,01  | 0,09          | 0      | en stagnation |  |  |  |
|                           | Vision                              | 308       | 0,01  | Nv            | 0      | en stagnation |  |  |  |
|                           | Direction sociale                   | 271       | 0,01  | en stagnation | 0      | en stagnation |  |  |  |
|                           | Dignité humaine                     | 222       | 0,00  | 0,01          | 0      | en stagnation |  |  |  |
|                           | Action pour Israël                  | 210       | 0,01  | Nv            | 0      | en stagnation |  |  |  |
|                           |                                     |           |       |               |        |               |  |  |  |
| Suffrages exprimés        | Suffrages exprimés                  | 4 590 062 | 99,46 |               |        |               |  |  |  |
| Votes blancs et invalides | Votes blancs et invalides           | 25 073    | 0,54  |               |        |               |  |  |  |
| Total                     | Total                               | 4 615 135 | 100   | -             | 120    | en stagnation |  |  |  |
| Abstentions               | Abstentions                         | 1 838 120 | 28,48 |               |        |               |  |  |  |
| Inscrits / Participation  | Inscrits / Participation            | 6 453 255 | 71,52 |               |        |               |  |  |  |

## Suites

### Tentative de Gantz de former un gouvernement
À l'issue du scrutin, Bleu et blanc obtient la deuxième place avec 33 sièges quand le Likoud en obtient 36. Toutefois, c'est Benny Gantz qui est chargé par le président Rivlin de former le gouvernement le 16 mars car il aurait le soutien de 61 membres de la Knesset, à savoir, outre ceux de son parti, ceux d'Israel Beytenou, dirigé par Avigdor Liberman, des 15 députés de la Liste unifiée, dont le soutien était précédemment refusé par Avigdor Liberman. Les discussions pour former un gouvernement minoritaire échouent cependant entre Bleu et Blanc et la Liste unifiée.

### Accord Gantz-Netanyahou
Le 26 mars, après la démission de Yuli-Yoel Edelstein — assigné par la Cour suprême d'organiser l'élection de son successeur —, Benny Gantz est élu président de la Knesset dans le cadre de négociations avec le Likoud pour la formation d'un gouvernement d’union nationale en pleine de pandémie de coronavirus. L'élection de Gantz empêche ainsi celle du centriste libéral Meir Cohen, dont l'éventuelle élection était considérée comme une ligne rouge pour rompre les négociations par le Likoud. Cette décision ne fait pas l’unanimité parmi ses alliés et met fin à la coalition Bleu et blanc telle qu’elle se présentait aux élections législatives, le parti de Gantz, Hosen L'Yisrael, en étant écarté. Le 29 mars, il est convenu que seul ce dernier parti reste au sein de la coalition, les deux autres formant le bloc Yesh Atid-Telem.
Gantz réclame sans succès un délai supplémentaire au président pour former un gouvernement, la date limite pour clore les tractations étant le 13 avril. Le 14 avril, il accorde 48 heures au duo Gantz-Netanyahou pour trouver un accord. Le délai prend fin sans accord. Comme en novembre 2019, le président charge la Knesset de désigner un candidat pour former le prochain gouvernement. Cependant, le 20 avril, Gantz et Netanyahou annoncent la formation d'un gouvernement d'union nationale. Il est prévu que Benyamin Netanyahou reste Premier ministre pendant 18 mois, avant que Gantz ne lui succède pour 18 mois dans le cadre d’un accord de rotation légalement contraignant. En attendant, celui-ci serait ministre de la Défense,. L'accord prévoit également que des législatives anticipées seront convoquées si Netanyahou est disqualifié dans les six mois par la Haute Cour de justice, son procès débutant le 24 mai. Enfin, la rotation intervient automatiquement sans nouveau vote, et en cas d'élections anticipées, Gantz serait investi Premier ministre pour assurer l'intérim. Le 26 avril, le Parti travailliste vote son entrée au gouvernement. Les nombreuses clauses contenues dans l'accord découlent ainsi de la méfiance des deux partenaires l'un envers l'autre, tous deux convaincus d'être trahis à la première occasion.

### Recours à la Cour suprême
Le 3 mai, la Cour suprême se penche sur un recours relatif à la possibilité pour Netanyahou, inculpé de former un gouvernement. Le lendemain, l'institution devra trancher si l'accord de coalition est légal. Pour la première question, les juges estiment, sans avoir rendu de décision à ce stade, que les plaignants n'ont pas fourni d'arguments légaux ou de jurisprudence pour motiver leur demande. Pour le volet lié à l'accord, les magistrats estiment qu'ils pourraient invalider le gel des nominations à la tête de la fonction publique et le non-vote de lois non liées à la lutte contre le coronavirus ; mais que pour envisager une telle décision, les clauses devraient être matérialisées en lois. Le Likoud considère que toute entorse à l'accord rendrait celui-ci caduc et provoquerait de nouvelles élections, Netanyahou étant le principal bénéficiaire du futur poste de Premier ministre suppléant, censé lui procurer une immunité. L'opposition tente de son côté de différer l'approbation du gouvernement par obstruction parlementaire et ainsi d'empêcher sa formation. Gantz, à la tête de la Knesset, déclenche une procédure parlementaire accélérée. Finalement, face aux réserves de la Cour suprême, les deux partis acceptent de réduire le gel des nominations et de la non-adoption de lois n’étant pas liées au coronavirus de six mois à cent jours. Par ailleurs, est censurée la loi permettant de remplacer les députés nommés ministres par de nouveaux députés sans respecter l'ordre de la liste Bleu et Blanc, et empêcher ainsi que les partis Yesh Atid et Telem, qui ont rompu avec Bleu et Blanc, obtiennent de nouveaux députés aux dépens de Hosen L'Yisrael. Le 6 mai, la Cour suprême valide l'accord et autorise Netenyahou à former le prochain gouvernement,.

### Formation du gouvernement
Le 7 mai, l'accord est approuvé par la Knesset et Netanyahou, ayant obtenu le soutien de 72 députés, est formellement chargé de former un gouvernement. Celui-ci est constitué le 17 mai,,, après des jours de reports liés à des désaccords au sein du Likoud et de son bloc de droite pour l'attribution des portefeuilles ministériels.